# Energia

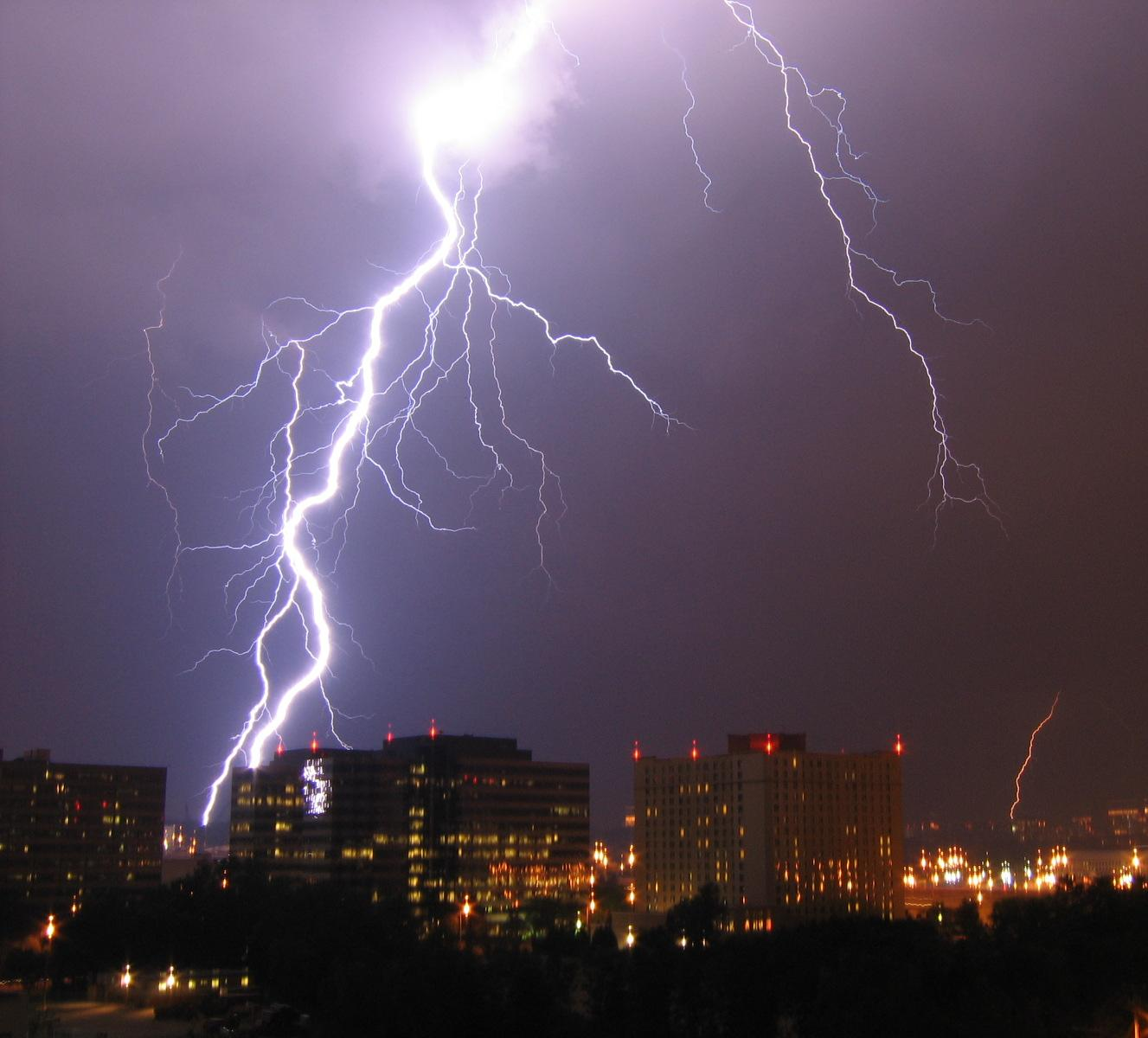
Villámlás, az energiaátadás látványos formája

Az energia a fizikában a testek egy fizikai tulajdonsága, amely átalakítható különböző megjelenési formákba és átadható a testek között a négy alapvető kölcsönhatás által, azonban nem jöhet újonnan létre és nem semmisülhet meg, vagyis egy izolált rendszer teljes energiája állandó marad.
A joule (J) az energia SI-mértékegysége, amit úgy határozunk meg, mint az az energia, ami egy testnek mechanikai munka által átadódik 1 newton erő ellenében 1 méterrel történő elmozdulása által.
A munka és a hőátadás az a két folyamat, ami által két test között energia adható át (nem számítva azokat a folyamatokat, amelyekben energia átadása a testek közötti tömegátadással jár együtt).
A termodinamika második főtétele határozza meg azt a hatékonysági korlátot, amivel energia átadódhat – valamennyi energia mindig elvész hőveszteség formájában.
Elnevezésében a gyakorlat alkalmazza a következő kifejezéseket is: munkavégző képesség, kölcsönható képesség, egy test vagy mező állapotváltoztató képessége.
Az energia fogalmához kapcsolódó, köznapi értelemben használatos kifejezések: energiatakarékos, energiahordozó, energiafelhasználás, energiamegmaradás, energiafejlesztés, energiaszegénység.

## A szó eredete
Az energia szó a görög ενεργεια kifejezésből ered, ahol az εν- jelentése „be-” az έργον-é pedig „munka” az -ια pedig absztrakt főnevet képez. Az εν-εργεια összetétel az ógörögben „isteni tett”-et vagy „bűvös cselekedet”-et jelentett, Arisztotelész később „ténykedés, művelet” értelemben használta, Diodórosz Szikulosz pedig egy „gép ereje”-ként.

## Az energia alapvető formái
Az energiaformákat elméletileg vissza lehet vezetni a fizika négy alapvető kölcsönhatásának valamelyikére. A mozgási és a helyzeti energia származhat bármely alapvető formából, a helyzeti energia a tárolt változata, a mozgási energia a felszabadult változata az energiának. A hőenergia a molekulák mozgási energiájából származik. A mozgási energia az ember számára közvetlenül használható energiafajta, mert a gépei forgása, haladása az a forma, ami a tényleges hasznos tetteket véghez viszi. A négy alapvető kölcsönhatás a gravitációs, az elektromágneses, a gyenge és az erős kölcsönhatás.
A gyakorlati alkalmazás tekintetében az elméletitől eltérő elnevezések is használatosak, pl.: gravitációs, potenciális energia, helyzeti energia, hőenergia, termikus energia, mozgási, vagy kinetikus energia.

### Gravitációs kölcsönhatásai
A vízerőmű például a folyó gravitációs energiáját alakítja át turbinák mozgási energiájává, ami generátorokban elektromos energiává alakul. Elektromos energiával hajtott szivattyúk a vizet víztornyokba pumpálva gravitációs energia formájában tárolják a víznek a közműhálózatban való szétosztásához szükséges energiát.

### Elektromágneses kölcsönhatásai
Többnyire elektromágneses energia hajtja gépeinket, és működteti elektronikus rendszereinket. Elektromágneses energia forrása lehet hőerőgép és belső égésű motor, amelyekben a hőenergia égésből, azaz kémiai átalakulásból származik, ami az atomok és molekulák elektronszerkezetéhez köthető átalakulás, azaz elektromágneses folyamat. Az élőlények számára is kémiai folyamatok, azaz az elektromágneses kölcsönhatás biztosítja az energiatárolást és energiafelhasználást, tehát a biológiai energiák is elektromágneses eredetűek.

### Gyenge kölcsönhatásai
A gyenge kölcsönhatás folyamataiból, a gyenge radioaktív bomlásokból (béta-bomlás) származó energia tartja fenn részben a Föld belső magas hőmérsékletét, így a geotermikus energia ebből a forrásból is táplálkozik. Az árapályerőkön keresztül a Föld belső hőmérsékletét a gravitáció is emeli. A Nap energiatermelésének kisebbik része is gyenge folyamatokból származik.

### Erős kölcsönhatásai
Az erős kölcsönhatás tartja össze az atommagokat. Atommagok egyesülésekor a kötési energiának megfelelő nagy energia szabadul fel. Az ilyen magfúzió felelős a Nap és a csillagok energiatermelésének zöméért. A lassú fúzió során az elemek a vasig épülnek fel a csillagok belsejében, ez ugyanis az az elem, aminek egy nukleonra eső energiája a legkisebb (azaz kötési energiája a legnagyobb). A vasnál nehezebb elemek szupernóva-robbanás idején végbemenő gyors magfúzió útján jönnek létre. Földi körülmények között kísérleti stádiumban vannak a fúziós reaktorok, amik hosszú távon megoldhatják az emberiség energiaproblémáit. Miután a földi időjárást és életet a Nap energiatermelése tartja fenn – ami a Földet elektromágneses sugárzás révén éri el –, lényegében ide vezethető vissza az emberiség által felhasznált összes földi energiaféleség, a többi kölcsönhatás mintegy átmeneti energiatárolóként működik közben – például a gravitáció a vízenergiánál, az elektromágneses kölcsönhatás a fosszilis energiahordozók, a gyenge kölcsönhatás a geotermikus energia esetén.

## Energiamegmaradás
Az energiamegmaradás törvénye szerint zárt rendszer teljes energiája, azaz az egyes összetevők energiájának összege nem változik. Ez a megmaradási törvény valójában az időeltolási szimmetria (a fizikai törvények függetlensége a folyamatok megtörténtének időpontjától) következménye. Általános érvényű elv, ami magában foglalja az összes energiaforma együttesét.

## Energiafejlesztés
Az emberiségnek, ipari társadalomként szüksége van energiára eszközei, gépei működtetéséhez, aminek biztosítása az energiafejlesztés feladata. Az energiafejlesztés nemcsak a minél több energia megtermelését, hanem a felhasználás észszerűsítését, a takarékoskodást is jelenti, az élhető környezet megőrzése érdekében. Így a hőenergia igény fedezésére szolgáló technológiák közül a közvetlenül hő alakban jelentkezők alkalmazása (napsugárzás, geotermikus energia), ill. hulladékhő (erőművi kondenzációs hő) alkalmasnak bizonyulhat. Az összes energiaigény kb. fele hőigényként jelentkezik.

## Energiaszegénység
Az emberiség energiafelhasználása nem egységes. Vannak régiók, népcsoportok, amelyek jóval kevesebb energiához jutnak, mint mások, így a fűtéshez, főzéshez növényi, állati eredetű anyagok elégetésével nyernek energiát.
Egy háztartást akkor nevezünk energiaszegénynek, ha az nem képes megfizetni a fűtés vagy az egyéb alapvető energiaszolgáltatások olyan szintjét, mely a tisztességes életminőséghez szükséges.  Az energiaszegénység összetett jelenség, melynek számos tényezője és hatása van, az energiahatékonyságtól kezdve az állami támogatások rendszerén keresztül az egészségügyi kockázatokig.

## Energiafelhasználás
Összefügg az ökológiai lábnyom kérdéskörével is, hisz a több energiafelhasználás sok esetben nagyobb kényelmet és biztonságot jelent, ugyanakkor az energia előállításának módja sokszor környezet- és egészségkárosító hatású is. A környezetszennyezést befolyásolja a kibocsátás és az energiafelhasználás is. Egy termék teljes élettartama alatti anyag-, energia- és munkaigényét az ún. életciklus-elemzés mutatja ki (LCA) a környezetre gyakorolt hatásként.